# Leschenaultia montagna
Leschenaultia montagna är en tvåvingeart som först beskrevs av Townsend 1912.  Leschenaultia montagna ingår i släktet Leschenaultia och familjen parasitflugor.
Artens utbredningsområde är Peru. Inga underarter finns listade i Catalogue of Life.